# Кипар на Зимским олимпијским играма 1998.
Кипру је ово било шесто учешће на Зимским олимпијским играма. Кипарску делегацију у Нагану 1998. представљао је један спортиста који се такмичио у алпском скијању.
Кипарски олимпијски тим је остао у групи екипа које нису освојиле ниједну медаљу.
Заставу Кипра на свечаном отварању и затварању Олимпијских игара 1988. носио је једини такмичар Андреас Васили.

## Алпско скијање

### Мушкарци
| Такмичар       | Дисциплина | Резултати            | Резултати            | Резултати            | Резултати            | Резултати            | Резултати |
| Такмичар       | Дисциплина | 1. трка              | 2. трка              | Укупно               | Заостатак            | Пласман/уч. (ук.)    | Белешке   |
| -------------- | ---------- | -------------------- | -------------------- | -------------------- | -------------------- | -------------------- | --------- |
| Андреас Васили | Слалом     | Није завршио 1. трку | Није завршио 1. трку | Није завршио 1. трку | Није завршио 1. трку | Није завршио 1. трку |           |